# Линароло
Линароло (итал. Linarolo) — коммуна в Италии, располагается в регионе Ломбардия, подчиняется административному центру Павия.
Население составляет 2169 человек, плотность населения составляет 181 чел./км². Занимает площадь 12 км². Почтовый индекс — 27010. Телефонный код — 0382.
Покровителями коммуны почитаются Пресвятая Богородица и святой Антоний Великий, празднование в понедельник после второго воскресения октября. 